# Station Sevran-Beaudottes
Sevran - Beaudottes is een station gelegen in de Franse gemeente Sevran en het departement van Seine-Saint-Denis. Het station is in 1976 geopend.

## Het station
Het station is onderdeel van het RER-netwerk (Lijn B) en ligt voor Carte Orange gebruikers in zone 4. Sevran - Beaudottes is eigendom van de Franse spoorwegmaatschappij SNCF

## Overstapmogelijkheid
Er is een overstap mogelijk op verschillende buslijnen
- RATP
  - één buslijn

- TRA
  - vier buslijnen

- CIF
  - vier buslijnen

## Vorig en volgend station
| Richting                                | Vorig station    | Lijn  | Volgend station | Richting                            |
| --------------------------------------- | ---------------- | ----- | --------------- | ----------------------------------- |
| Robinson B2 Saint-Rémy-lès-Chevreuse B4 | Aulnay-sous-Bois | RER B | Villepinte      | Aéroport Charles de Gaulle 2 TGV B3 |